# شوتروک ناهونته دوم
شوتروک ناهونته دوم یا شوتیر ناخونته یکی از شاهان ایرانی در دورهٔ شهرنشینی عیلامیان بود. او در سال ۷۱۷ پیش از میلاد، به شاهی عیلام رسید و کتیبه‌ای در کوه نزدیک مالمیر بنا کرد و یک نیایشگاه کوچک هم ساخت. شوتروک ناهونته دوم در سال ۶۹۹ پیش از میلاد، جان سپرد.